# Reliques de Marie Madeleine

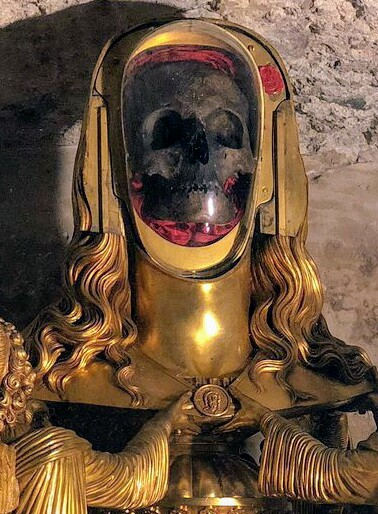
Le crâne présumé de Marie Madeleine, exposé à la basilique de Saint-Maximin-la-Sainte-Baume, dans le sud de la France.

Les reliques de Marie Madeleine sont les restes humains qui auraient appartenu à la sainte chrétienne Marie Madeleine, l'une des disciples de Jésus-Christ. La relique la plus célèbre est un crâne noirci, exposé dans un reliquaire doré de la basilique de Saint-Maximin-la-Sainte-Baume, dans la région Provence-Alpes-Côte d'Azur, qui a été décrit comme « l'une des reliques les plus précieuses de toute la chrétienté », et « l'un des ensembles de restes humains les plus célèbres au monde ».
Parmi les autres reliques qui auraient appartenu à Marie Madeleine, on dénombre un os de pied, situé dans la basilique de San Giovanni dei Fiorentini en Italie, une main gauche, située au monastère de Simonopetra en Grèce, ou encore une dent exposée au Metropolitan Museum of Art de New York, ainsi qu'une côte à l'abbaye de Vézelay, à la basilique Sainte-Marie-Madeleine de Vézelay.
Le prétendu crâne de Marie Madeleine a été analysé en 1974, il est depuis resté scellé dans une vitrine. L'analyse du crâne et les photographies de cheveux trouvés indiquent qu'il appartenait à une femme d'une cinquantaine d'années et d'origine méditerranéenne. Cependant, comme l'Église catholique n'a autorisé l'ablation d'aucune partie du crâne à des fins de datation, l'année du décès de la femme n'a pu être déterminée à ce jour.